# 國王遊戲 (小說)
《國王遊戲》是一部手機小說，作者是金澤伸明。後來陸續改編成電影、漫畫、電子遊戲、電視動畫等相關作品。
全系列書籍銷售突破690萬冊。手機點閱下載突破5500萬人次。連續4個月蟬連日本Yahoo! Mobage手機網綜合榜第1名。盤踞金石堂、誠品、博客來、墊腳石、諾貝爾、何嘉仁等台灣各大書店暢銷排行榜。

## 劇情簡介
國王遊戲
遊戲範圍：班級
主角：金澤伸明、本多智恵美、橋本直也、岩川莉愛
簡介：日本某高中某年某班全班某天同時收到一則簡訊，該班全體同學被迫參加國王遊戲，遊戲規則很簡單，收到國王傳來的命令簡訊後，無論命令如何，一定要在24小時內達成使命，否則將受到懲罰，而且絕對不允許中途退出國王遊戲。為了活下去，所有人都必須乖乖服從命令，於是，當各種令人難以想像、泯滅人性且慘無人道的簡訊命令傳達時，一場考驗人性的恐怖遊戲就此展開……
國王遊戲<終極>
遊戲範圍：班級
主角：金澤伸明、本多奈津子、松本里緒菜
簡介：伸明歷經第一次的國王遊戲之後，成為唯一的倖存者，之後轉學到另一所學校，原以為生活就此步入平淡，殊不知七個月後，恐怖指令再度降臨。於是，更加慘無人道、泯滅人性的國王遊戲就此展開，而且這次的對手，是另一個國王遊戲的倖存者……
國王遊戲<臨場>
遊戲範圍：班級
主角：本多奈津子、安田健太朗、佐竹舞、兒玉葉月
簡介：原來在伸明歷經第一次國王遊戲之前，奈津子早已從另一場國王遊戲之中存活下來，而這場國王遊戲，正是導致奈津子拋棄人性、成為嗜血女魔的關鍵。此外，33年前夜鳴村那場悲劇的始末，也即將揭曉……
國王遊戲<滅亡>
滅亡6.08
遊戲範圍：全日本高中生
主角：工藤智久、渡邊修一、今村友香、兒玉葉月、國生螢
簡介：2010年6月8日，日本全體高中生都收到了來自國王的手機簡訊──「廣島全部的高中生移動到岡山縣」。就讀高二的修一、友香和智久三人，收到簡訊之後，半信半疑地前往岡山──一場導致日本走向滅亡的悲劇就這麼開始了……
滅亡6.11
遊戲範圍：全日本高中生
主角：工藤智久、渡邊修一、國生螢、兒玉葉月、日村海平
簡介：2010年6月11日0時，國王再度下達了命令，使得高中生們再度陷入了瘋狂的深淵之中。為了解救日本滅亡危機而前往東京的智久與修一、取得自由下達命令程式「奈米女王」的螢、神秘少女葉月、殺人魔海平，受到命運牽引的這5人，等在他們前方的是？
國王遊戲<起源>遊戲範圍：夜鳴村村民
主角：本多一成、本多奈津子
簡介：32年前的第一場悲劇，正是國王遊戲一切的起點。在那個幾乎與世隔絕的深山村落夜鳴村，出乎想像、慘絕人寰的殺戮遊戲，即將朝無知的村民襲來……
國王遊戲<再生>
再生9.19
遊戲範圍：北海道居民
主角：宮內雅人、冰室香鈴
簡介：悲劇結束後三個月。襲擊全日本的悲劇結束後，倖存的雅人一行人在札幌近郊的高中就讀。正當眾人受傷的心靈逐漸痊癒的同時，腹部被剖開、不像人類犯行的詭異屍體出現在北海道周邊。同一時刻，雅人與朋友外出遊玩，就在9月19日深夜0時，手機又收到了新的國王命令！惡夢再度襲來！
再生9.24
遊戲範圍：北海道居民
主角：宮內雅人、冰室香鈴
簡介：以CHILD統治世界為目標的宗教團体「再生」，造成了北海道地區毀滅性的破壞。身為再生幹部的女高中生冰室香鈴，利用可以自由操控國王遊戲命令的奈米女王，向宮內雅人發出挑戰。面對「有戀人的人，要殺死對方。」這道追殺命令的雅人與女友春野美咲，又該如何化解？
國王遊戲<煉獄>
煉獄10.29
遊戲範圍：赤池山高中二年Ａ班
主角：佐佐山夢斗、伊藤由那
簡介：震撼全日本的北海道CHILD事件結束的１個月後，埼玉縣内的某高中，發生了一樁男學生自殺事件。自殺事件２個月後的某日，班上全體同學都收了署名為【國王】的一則簡訊──竊取奈米女王程式，讓全班陷入恐懼的無底深淵的幕後黑手究竟是誰？
煉獄11.04
遊戲範圍：赤池山高中二年Ａ班
主角：佐佐山夢斗、伊藤由那、松崎風香、高橋星也
簡介：奈米女王程式遭到神秘人士竊取，全新的死亡遊戲再度展開。從第一道命令開始，短短一週的時間，讓原本32名同學的班級，銳減到剩下18人。然而，另一道命令再度傳來了——【林英行把自己懷疑的國王嫌疑人名字寫在紙上】——從倖存同學中揪出國王的審判大會，即將開始！
國王遊戲<深淵>
深淵8.02
遊戲範圍：於台日韓國際交流研習會期間待在紅島上的所有人
主角：天海翔真
簡介：台灣淪陷！？國王病毒肆虐台灣西南方孤島，台、日、韓展開激烈廝殺！時值8月盛暑，來自台灣、日本、韓國的32名高中生，因為國際交流研習會而聚集在台灣西南方某座孤島上。研習會第五天的夜晚，所有人的手機都收到了寄件者署名為【國王】的簡訊。於是，地獄般的國王遊戲再度展開……
深淵8.08
遊戲範圍：於台日韓國際交流研習會期間待在紅島上的所有人
主角：天海翔真、黃若英
簡介：絕境求生！？孤島上僅存的20名台、日、韓高中生，究竟誰能活到最後！？地獄般的國王命令寄來的第6天，為了參加研習營而聚集在台灣孤島上的32名台、日、韓高中生，轉眼間只剩下20名左右，而最新的命令居然是「坂本秋雄必須殺死一個人，不服從命令的話，小松崎美佳就要接受懲罰」。國王是否真的身處其中？抑或是另有其人……

## 遊戲規則
第1～3集遊戲規則
1. 全班同學強制參加。
2. 收到國王傳來的命令簡訊後，在24小時內完成命令。
3. 不允許中途退出國王遊戲。
4. 違反以上遊戲規則者必須接受懲罰

第4～5集遊戲規則
1. 住在日本的全體高中生強制參加。
2. 收到國王傳來的命令簡訊後，在24小時內完成命令。
3. 不允許中途退出國王遊戲。
4. 違反以上遊戲規則者必須接受懲罰

第6集遊戲規則
1. 夜鳴村全村村民強制參加
2. 收到國王傳來的信件命令後，在24小時內完成命令。
3. 不允許中途退出國王遊戲。
4. 違反以上遊戲規則者必須接受懲罰

第7～8集遊戲規則
1. 全北海道人民強制參加
2. 收到國王傳來的命令簡訊後，在24小時內完成命令。
3. 不允許中途退出國王遊戲。
4. 違反以上遊戲規則者必須接受懲罰

第9～10集遊戲規則
1. 赤池山高中二年Ａ班包括級任導師岩本和幸強制參加。
2. 收到國王傳來的命令簡訊後，在24小時內完成命令。
3. 不允許中途退出國王遊戲
4. 違反以上遊戲規則者必須接受懲罰

第11～12集遊戲規則
1. 紅島上的所有人強制參加。
2. 收到國王傳來的命令簡訊後，在所規範的時限內完成命令。
3. 不允許中途退出國王遊戲。
4. 不允許任何意圖使紅島外的人類介入遊戲的行為。
5. 違反以上遊戲規則者必須接受懲罰

## 出版書籍

### 單行本
| 標題                  | 標題                  | 出版發行       | ISBN                   |
| --------------------- | --------------------- | -------------- | ---------------------- |
| 王様ゲーム            | 王様ゲーム            | 2009年11月22日 | ISBN 978-4-575-23681-1 |
| 王様ゲーム 終極       | 王様ゲーム 終極       | 2010年6月20日  | ISBN 978-4-575-23693-4 |
| 王様ゲーム 臨場       | 王様ゲーム 臨場       | 2010年12月12日 | ISBN 978-4-575-23711-5 |
| 王様ゲーム 滅亡6.08   | 王様ゲーム 滅亡6.08   | 2011年7月10日  | ISBN 978-4-575-23732-0 |
| 王様ゲーム 滅亡 6.11  | 王様ゲーム 滅亡 6.11  | 2012年4月1日   | ISBN 978-4-575-23756-6 |
| 王様ゲーム 起源       | 王様ゲーム 起源       | 2013年3月24日  | ISBN 978-4-575-23811-2 |
| 王様ゲーム 再生9.19   | 王様ゲーム 再生9.19   | 2013年7月24日  | ISBN 978-4-575-23830-3 |
| 王様ゲーム 再生9.24   | 王様ゲーム 再生9.24   | 2013年12月22日 | ISBN 978-4-575-23842-6 |
| 王様ゲーム 煉獄 10.29 | 王様ゲーム 煉獄 10.29 | 2014年8月10日  | ISBN 978-4-575-23872-3 |
| 王様ゲーム 煉獄11.04  | 王様ゲーム 煉獄11.04  | 2015年2月22日  | ISBN 978-4-575-23891-4 |
| 王様ゲーム 深淵8.02   | 王様ゲーム 深淵8.02   | 2015年11月22日 | ISBN 978-4-575-23929-4 |
| 王様ゲーム 深淵8.08   | 王様ゲーム 深淵8.08   | 2015年12月20日 | ISBN 978-4-575-23935-5 |

### 文庫版
| 標題                  | 雙葉社         | 雙葉社                 | 尖端出版       | 尖端出版               |
| 標題                  | 發售日期       | ISBN                   | 發售日期       | ISBN                   |
| --------------------- | -------------- | ---------------------- | -------------- | ---------------------- |
| 王様ゲーム            | 2011年10月16日 | ISBN 978-4-575-51456-8 | 2012年2月7日   | ISBN 978-4-575-23681-1 |
| 王様ゲーム 終極       | 2011年12月18日 | ISBN 978-4-575-51471-1 | 2012年4月10日  | ISBN 978-4-575-23693-4 |
| 王様ゲーム 臨場       | 2012年5月13日  | ISBN 978-4-575-51497-1 | 2012年6月12日  | ISBN 978-4-575-23711-5 |
| 王様ゲーム 滅亡6.08   | 2012年12月16日 | ISBN 978-4-575-51542-8 | 2012年8月14日  | ISBN 978-4-575-23732-0 |
| 王様ゲーム 滅亡 6.11  | 2013年1月13日  | ISBN 978-4-575-51553-4 | 2012年10月30日 | ISBN 978-4-575-23756-6 |
| 王様ゲーム 起源       | 2014年7月12日  | ISBN 978-4-575-51693-7 | 2013年11月12日 | ISBN 978-4-575-23811-2 |
| 王様ゲーム 再生9.19   | 2014年12月14日 | ISBN 978-4-575-51742-2 | 2014年3月11日  | ISBN 978-4-575-23830-3 |
| 王様ゲーム 再生9.24   | 2015年8月9日   | ISBN 978-4-575-51810-8 | 2014年6月17日  | ISBN 978-4-575-23842-6 |
| 王様ゲーム 煉獄 10.29 | 2016年5月15日  | ISBN 978-4-575-51888-7 | 2015年3月20日  | ISBN 978-4-575-23872-3 |
| 王様ゲーム 煉獄11.04  | 2016年5月15日  | ISBN 978-4-575-51889-4 | 2015年10月13日 | ISBN 978-4-575-23891-4 |
| 様ゲーム 深淵8.02     | 2017年2月19日  | ISBN 978-4-575-51970-9 | 2016年5月13日  | ISBN 978-4-575-23929-4 |
| 王様ゲーム 深淵8.08   | 2017年2月19日  | ISBN 978-4-575-51971-6 | 2016年10月14日 | ISBN 978-4-575-23935-5 |

### 雙葉社Junior文庫
| 標題                  | 標題                  | 出版發行       | ISBN                   |
| --------------------- | --------------------- | -------------- | ---------------------- |
| 王様ゲーム            | 王様ゲーム            | 2015年7月20日  | ISBN 978-4-575-23913-3 |
| 王様ゲーム 終極       | 王様ゲーム 終極       | 2015年11月22日 | ISBN 978-4-575-23932-4 |
| 王様ゲーム 臨場       | 王様ゲーム 臨場       | 2016年3月20日  | ISBN 978-4-575-23952-2 |
| 王様ゲーム 滅亡6.08   | 王様ゲーム 滅亡6.08   | 2016年7月25日  | ISBN 978-4-575-23977-5 |
| 王様ゲーム 滅亡 6.11  | 王様ゲーム 滅亡 6.11  | 2016年11月20日 | ISBN 978-4-575-24002-3 |
| 王様ゲーム 起源8.08   | 王様ゲーム 起源8.08   | 2017年3月19日  | ISBN 978-4-575-24025-2 |
| 王様ゲーム 起源8.14   | 王様ゲーム 起源8.14   | 2017年7月25日  | ISBN 978-4-575-24048-1 |
| 王様ゲーム 再生9.19 1 | 王様ゲーム 再生9.19 1 | 2017年11月16日 | ISBN 978-4-575-24070-2 |
| 王様ゲーム 再生9.19 2 | 王様ゲーム 再生9.19 2 | 2018年3月24日  | ISBN 978-4-575-24084-9 |

## 漫畫版
國王遊戲（全5卷、作畫：連打一人）
| 卷數 | 雙葉社         | 雙葉社                 | 尖端出版社     | 尖端出版社           |
| 卷數 | 發售日期       | ISBN                   | 發售日期       | EAN                  |
| ---- | -------------- | ---------------------- | -------------- | -------------------- |
| 1    | 2011年1月28日  | ISBN 978-4-575-83865-7 | 2012年2月7日   | EAN 471-7702-24598-6 |
| 2    | 2011年3月23日  | ISBN 978-4-575-83883-1 | 2012年3月30日  | EAN 471-7702-24599-3 |
| 3    | 2011年7月28日  | ISBN 978-4-575-83931-9 | 2012年5月25日  | EAN 471-7702-24916-8 |
| 4    | 2011年11月28日 | ISBN 978-4-575-83992-0 | 2012年8月2日   | EAN 471-7702-24917-5 |
| 5    | 2012年6月22日  | ISBN 978-4-575-84087-2 | 2012年11月17日 | EAN 471-7702-25224-3 |

國王遊戲 終極（全5卷、作畫：栗山廉士）
| 卷數 | 雙葉社         | 雙葉社                 | 尖端出版社    | 尖端出版社           |
| 卷數 | 發售日期       | ISBN                   | 發售日期      | EAN                  |
| ---- | -------------- | ---------------------- | ------------- | -------------------- |
| 1    | 2012年11月28日 | ISBN 978-4-575-84158-9 | 2013年9月24日 | EAN 471-7702-25692-0 |
| 2    | 2013年5月10日  | ISBN 978-4-575-84225-8 | 2014年1月23日 | EAN 471-7702-25776-7 |
| 3    | 2013年9月23日  | ISBN 978-4-575-84289-0 | 2014年3月20日 | EAN 471-7702-25990-7 |
| 4    | 2014年2月22日  | ISBN 978-4-575-84350-7 | 2015年1月6日  | EAN 471-7702-26433-8 |
| 5    | 2014年6月9日   | ISBN 978-4-575-84456-6 | 2015年4月10日 | EAN 471-7702-26693-6 |

國王遊戲 起源（全6卷、作畫：山田J太）
| 卷數 | 雙葉社         | 雙葉社                 | 尖端出版社    | 尖端出版社            |
| 卷數 | 發售日期       | ISBN                   | 發售日期      | EAN / ISBN            |
| ---- | -------------- | ---------------------- | ------------- | --------------------- |
| 1    | 2014年1月10日  | ISBN 978-4-575-84330-9 | 2014年7月10日 | EAN 471-7702-26168-9  |
| 2    | 2014年5月10日  | ISBN 978-4-575-84403-0 | 2014年11月7日 | EAN 471-7702-26376-8  |
| 3    | 2014年10月18日 | ISBN 978-4-575-84509-9 | 2015年4月20日 | EAN 471-7702-26600-4  |
| 4    | 2015年4月10日  | ISBN 978-4-575-84604-1 | 2015年9月18日 | ISBN 978-957-106198-6 |
| 5    | 2015年10月10日 | ISBN 978-4-575-84702-4 | 2016年3月11日 | ISBN 978-957-106488-8 |
| 6    | 2016年3月12日  | ISBN 978-4-575-84770-3 | 2016年6月8日  | ISBN 978-957-106751-3 |

國王遊戲 臨場（全4卷、作畫：栗山廉士）
| 卷數 | 雙葉社         | 雙葉社                 | 尖端出版社    | 尖端出版社            |
| 卷數 | 發售日期       | ISBN                   | 發售日期      | ISBN                  |
| ---- | -------------- | ---------------------- | ------------- | --------------------- |
| 1    | 2015年1月22日  | ISBN 978-4-575-84563-1 | 2016年1月15日 | ISBN 978-957-106404-8 |
| 2    | 2015年7月28日  | ISBN 978-4-575-84655-3 | 2016年6月8日  | ISBN 978-957-106684-4 |
| 3    | 2016年5月12日  | ISBN 978-4-575-84802-1 | 2016年9月13日 | ISBN 978-957-106890-9 |
| 4    | 2016年11月11日 | ISBN 978-4-575-84884-7 | 2017年9月20日 | ISBN 978-957-107708-6 |

## 電影版
於2011年12月17日在日本上映。由日本新世代偶像Berryz工房的熊井友理奈、℃-ute的鈴木愛理和曾演出過假面騎士電王劇場版的櫻田通領銜主演。

## 動畫版
於2017年10月5日在日本播放。電視動畫將描寫結合系列第1作《國王遊戲》及第2作《國王遊戲 終極》兩個故事構成的原創故事內容。同時釋出主要製作團隊，製作公司為Seven，播放電視台則有AT-X、TOKYO MX、BS11。

## 外部連結
- （繁體中文）國王遊戲官網（页面存档备份，存于）
- （繁體中文）國王遊戲滅亡6.11官網（页面存档备份，存于）